# Persone di nome Francisco/Calciatori
| Questa pagina contiene informazioni ricavate automaticamente dalle voci biografiche con l'ausilio del template Bio e di un bot. L'aggiornamento è periodico e automatico e ricostruisce completamente la pagina. Se manca una persona in questa lista, sei pregato di non aggiungerla, ma accertati piuttosto che la sua voce biografica contenga il template Bio e che i dati anagrafici siano correttamente compilati. Se il template Bio manca, inseriscilo tu stesso o, in alternativa, metti l'avviso {{tmp\|Bio}} che ne segnala la mancanza. Se i dati riportati sono sbagliati, correggi direttamente la voce biografica; le modifiche saranno visibili in questa lista entro pochi giorni. Per chiarimenti vedi il progetto antroponimi. La lista contiene solo le 307 persone che sono citate nell'enciclopedia e per le quali è stato implementato correttamente il template Bio. Pagina aggiornata al 6 ago 2025. |

Questa è una lista di persone presenti nell'enciclopedia che hanno il nome Francisco e sono calciatori.

## A(17)
- Francisco Acuña, calciatore messicano (Hermosillo, n. 1988)
- Francisco Danilo Aguilar, ex calciatore guatemalteco (n. 1983)
- Francisco Aguilar Fernández, ex calciatore spagnolo (Cordova, n. 1952)
- Francisco Javier Aguilar, calciatore spagnolo (Santander, n. 1949 - Madrid, † 2020)
- Francisco Aguirre, calciatore paraguaiano (n. 1908)
- Francisco Alarcón, calciatore cileno (Santiago del Cile, n. 1990)
- Francisco Albino, calciatore portoghese (Tortosendo, n. 1912 - Lisbona, † 1993)
- Francisco Alcaraz, ex calciatore e ex giocatore di calcio a 5 paraguaiano (n. 1960)
- Paco Alcácer, calciatore spagnolo (Torrent, n. 1993)
- Francisco Aramburu, calciatore brasiliano (Uruguaiana, n. 1922 - Rio de Janeiro, † 1997)
- Francisco Arancibia Silva, calciatore cileno (Santiago, n. 1996)
- Francisco Arencibia, calciatore cubano (Alquízar, n. 1912 - Las Palmas de Gran Canaria, † 2004)
- Francisco Arrué, ex calciatore cileno (San Paolo, n. 1977)
- Pichu Atienza, calciatore spagnolo (Cañete de las Torres, n. 1990)
- Francisco Jesuíno Avanzi, calciatore e allenatore di calcio brasiliano (Piracicaba, n. 1949 - San Paolo, † 2008)
- Francisco Alves da Silva Neto, calciatore brasiliano (n. 1998)
- Isco, calciatore spagnolo (Benalmádena, n. 1992)

## B(18)
- Francisco Ballester, calciatore spagnolo (Xátiva, n. 1946 - † 1977)
- Sansón, calciatore spagnolo (Vigo, n. 1924 - Vigo, † 2012)
- Fran Vieites, calciatore spagnolo (Pontecesures, n. 1999)
- Francisco Barrios, calciatore uruguaiano (n. 2002)
- Francisco Bazán, ex calciatore peruviano (Lima, n. 1980)
- Fran Beltrán, calciatore spagnolo (Madrid, n. 1999)
- Francisco Bermejo, ex calciatore spagnolo (Badajoz, n. 1955)
- Francisco Bizcocho, ex calciatore spagnolo (Coria del Río, n. 1951)
- Patxi Bolaños, ex calciatore spagnolo (Durango, n. 1961)
- Francisco Bonet Serrano, ex calciatore spagnolo (Almuñécar, n. 1959)
- Francisco Bonfiglio, calciatore argentino (Mar del Plata, n. 2002)
- Francisco Brandán, ex calciatore argentino (Buenos Aires, n. 1940)
- Francisco Bregante, calciatore uruguaiano (Montevideo, n. 2004)
- Francisco Bru, calciatore, arbitro di calcio e allenatore di calcio spagnolo (Madrid, n. 1885 - Malaga, † 1962)
- Francisco Buyo, ex calciatore spagnolo (Betanzos, n. 1958)
- Chico Netto, calciatore e allenatore di calcio brasiliano (Mogi Mirim, n. 1894 - Maringá, † 1959)
- Borja Pérez, ex calciatore spagnolo (Madrid, n. 1982)
- Robinho, calciatore brasiliano (Madalena, n. 1995)

## C(29)
- Francisco Calvet, calciatore spagnolo (Sant Joan Despí, n. 1922 - Barcellona, † 2001)
- Francisco Calvo, calciatore costaricano (San José, n. 1992)
- Francisco Camarasa, ex calciatore spagnolo (Rafelbunyol, n. 1967)
- Francisco Campana, calciatore argentino (Buenos Aires, n. 1925 - † 1985)
- Francisco Campos, calciatore e allenatore di calcio spagnolo (Las Palmas de Gran Canaria, n. 1915 - † 1995)
- Francisco Carabalí, calciatore venezuelano (El Cenizo, n. 1991)
- Fran Carbià, calciatore spagnolo (Tarragona, n. 1992)
- Francisco Carrazana, ex calciatore cubano (n. 1985)
- Francisco Casanova, calciatore uruguaiano (Montevideo, n. 1997)
- Kiko Casilla, ex calciatore spagnolo (Alcover, n. 1986)
- Javier Casquero, ex calciatore spagnolo (Talavera de la Reina, n. 1976)
- Francisco Cassiani, ex calciatore colombiano (Arboletes, n. 1968)
- Francisco Castaño, ex calciatore spagnolo (Gijón, n. 1972)
- Francisco Castellino, calciatore uruguaiano
- Francisco Castrejón, ex calciatore messicano (Tuxpan, n. 1947)
- Francisco José Castro Fernandes, ex calciatore portoghese (Vila Nova de Famalicão, n. 1981)
- Francisco Castro Gamboa, ex calciatore cileno (Talagante, n. 1990)
- Francisco Celaya, calciatore spagnolo (Basauri, n. 1920 - † 1997)
- Francisco Cerro, calciatore argentino (Santiago del Estero, n. 1988)
- Javi Chica, ex calciatore spagnolo (Barcellona, n. 1985)
- Francisco Chissumba, calciatore portoghese (Braga, n. 2005)
- Francisco Teixeira, calciatore portoghese (São Sebastião da Pedreira, n. 1998)
- Francisco Contreras, calciatore messicano (Culiacán, n. 1999)
- Sebastián Córdova, calciatore messicano (Aguascalientes, n. 1997)
- Francisco Javier Cornago, ex calciatore spagnolo (Madrid, n. 1969)
- Francisco Javier Cruz, ex calciatore messicano (Cedral, n. 1966)
- Francisco Cámera, ex calciatore uruguaiano (n. 1944)
- Francisco Córdoba, ex calciatore colombiano (Pueblo Rico, n. 1988)
- Pejiño, calciatore spagnolo (Barbate, n. 1996)

## D(23)
- Chico, calciatore brasiliano (Taquari, n. 1995)
- Chico Faria, calciatore portoghese (Matosinhos, n. 1949 - † 2004)
- Francisco Da Silva Marques, calciatore portoghese (n. 1905 - † 1968)
- Francisco Lisvaldo Daniel Duarte, calciatore brasiliano (Uiraúna, n. 1990)
- Fran Delgado, calciatore spagnolo (Écija, n. 2001)
- Francisco Delorenzi, calciatore argentino (Luján, n. 1998)
- Francisco Di Franco, calciatore argentino (San Miguel, n. 1995)
- Dodo Dokou, calciatore beninese (Cotonou, n. 2004)
- Javier Dorado, calciatore spagnolo (Talavera de la Reina, n. 1977 - Madrid, † 2025)
- Francisco Duarte, calciatore uruguaiano (Montevideo, n. 2000)
- Francisco Dutari, ex calciatore argentino (Córdoba, n. 1988)
- Marinho Chagas, calciatore brasiliano (Natal, n. 1952 - João Pessoa, † 2014)
- Wanderson do Carmo, ex calciatore brasiliano (Baturité, n. 1986)
- Francisco Gomes da Costa, calciatore portoghese (n. 1919 - † 1987)
- Rithely, calciatore brasiliano (Imperatriz, n. 1991)
- Tiquinho Soares, calciatore brasiliano (Sousa, n. 1991)
- Pio, calciatore brasiliano (Fortaleza, n. 1988)
- Francisco Rocha, calciatore portoghese (n. 1927)
- Evanilson, calciatore brasiliano (Fortaleza, n. 1999)
- Fernando de Paul, calciatore argentino (Álvarez, n. 1991)
- Fran Cruz, calciatore spagnolo (Cordova, n. 1991)
- Javier de Pedro, ex calciatore spagnolo (Logroño, n. 1973)
- Francisco dos Santos, calciatore portoghese (n. 1904)

## E(1)
- Francisco Esteche, ex calciatore paraguaiano (Asunción, n. 1973)

## F(24)
- Francisco Conceição, calciatore portoghese (Coimbra, n. 2002)
- Francisco Facello, calciatore argentino (Cosquín, n. 2003)
- Francisco Fajardo, calciatore venezuelano (Maracay, n. 1990)
- Chico Lamba, calciatore portoghese (Bissau, n. 2003)
- Francisco Farinós, ex calciatore spagnolo (Valencia, n. 1978)
- Francisco Fariñas, ex calciatore cubano (n. 1948)
- Francisco Fedullo, calciatore uruguaiano (Montevideo, n. 1905 - Montevideo, † 1963)
- Kiko Femenía, calciatore spagnolo (Sanet y Negrals, n. 1991)
- Francisco Fernández Rodríguez, ex calciatore spagnolo (Puerto Real, n. 1944)
- Francisco Fernández, ex calciatore cileno (Santiago del Cile, n. 1975)
- Francisco Flaminio Ferreira, ex calciatore paraguaiano (Atyrá, n. 1970)
- Francisco Ferreira, calciatore portoghese (Guimarães, n. 1919 - Lisbona, † 1986)
- Francisco Antonio Figueroa, calciatore messicano (Lázaro Cárdenas, n. 1999)
- Francisco Flores Cordoba, calciatore messicano (Guadalajara, n. 1926 - Guadalajara, † 1986)
- Francisco Javier Flores, ex calciatore messicano (Città del Messico, n. 1994)
- Paco Flores, ex calciatore e allenatore di calcio spagnolo (Barcellona, n. 1952)
- Francisco Flores, calciatore venezuelano (Barquisimeto, n. 1990)
- Francisco Flores, calciatore costaricano (Liberia, n. 1988)
- Chico Fraga, ex calciatore brasiliano (Porto Alegre, n. 1954)
- Franchu, calciatore argentino (Mar del Plata, n. 1998)
- Chico, ex calciatore portoghese (Torres Vedras, n. 1988)
- Francesco Frione, calciatore uruguaiano (Montevideo, n. 1912 - Milano, † 1935)
- Masca, calciatore portoghese (Cascais, n. 2000)
- Francisco Fydriszewski, calciatore argentino (Rosario, n. 1993)

## G(28)
- Francisco Javier González, ex calciatore spagnolo (Ribeira, n. 1969)
- Javier Galdós, ex calciatore spagnolo (Aretxabaleta, n. 1950)
- Francisco Gamboa, ex calciatore messicano (Guadalajara, n. 1985)
- Fran Gámez, calciatore spagnolo (Sagunto, n. 1991)
- Francisco Garaffa, calciatore argentino (Avellaneda, n. 1910)
- Francisco Garate, calciatore spagnolo (Durango, n. 1916 - Durango, † 1986)
- Fran García, calciatore spagnolo (Vila-real, n. 1992)
- Francisco Javier García, ex calciatore spagnolo (Murcia, n. 1987)
- Javi Guerrero, ex calciatore e dirigente sportivo spagnolo (Madrid, n. 1976)
- Paquito García, calciatore e allenatore di calcio spagnolo (Oviedo, n. 1938 - Valencia, † 2024)
- Francisco Javier García Quezada, calciatore paraguaiano (n. 1991)
- Paco Salillas, ex calciatore spagnolo (Alagón, n. 1966)
- Fran García, calciatore spagnolo (Bolaños de Calatrava, n. 1999)
- Francisco Garza Gutiérrez, calciatore messicano (n. 1904 - † 1965)
- Francisco Gento, calciatore e allenatore di calcio spagnolo (Guarnizo, n. 1933 - Madrid, † 2022)
- Francisco Gerometta, calciatore argentino (Villa Ocampo, n. 1999)
- Francisco Ginella, calciatore uruguaiano (Montevideo, n. 1999)
- Fran González, calciatore spagnolo (Cordova, n. 1989)
- Francisco González Metilli, calciatore argentino (Tandil, n. 1997)
- Francisco Javier González Peña, ex calciatore spagnolo (Jerez de la Frontera, n. 1972)
- Francisco González, calciatore argentino (Ordóñez, n. 2001)
- Chico Banza, calciatore angolano (Mungo, n. 1998)
- Francisco Gorriti Sarasola, ex calciatore spagnolo (Donostia / San Sebastián, n. 1943)
- Francisco Grahl, calciatore argentino (San Justo, n. 1992)
- Francis Guerrero, calciatore spagnolo (Coín, n. 1996)
- Francisco Gabriel Guerrero, ex calciatore argentino (Buenos Aires, n. 1977)
- Francisco Güerri, ex calciatore spagnolo (Benasque, n. 1959)
- Francisco Manuel Geraldo Rosa, calciatore portoghese (Alcácer do Sal, n. 1993)

## H(6)
- Javi Hernández, calciatore spagnolo (Salamanca, n. 1989)
- Francisco Hernández, calciatore messicano (Toluca, n. 1924 - Città del Messico, † 2011)
- Son, calciatore spagnolo (Siviglia, n. 1994)
- Francisco Higuera, ex calciatore spagnolo (Escurial, n. 1965)
- Francisco Huaiquipán, ex calciatore cileno (Santiago del Cile, n. 1978)
- Francisco Hyun-sol Kim, calciatore brasiliano (Cascavel, n. 1991)

## I(5)
- Francisco Ibáñez Campos, calciatore cileno (Santiago del Cile, n. 1986)
- Francisco Ibáñez Velázquez, calciatore uruguaiano (La Paloma, n. 1998)
- Francisco Ilarregui, calciatore argentino (Curuzú Cuatiá, n. 1997)
- Kiko Insa, ex calciatore spagnolo (Alicante, n. 1981)
- Francisco Javier Iruarrizaga, ex calciatore spagnolo (Areatza, n. 1962)

## J(2)
- Francisco Jara, calciatore messicano (Guadalajara, n. 1941 - Guadalajara, † 2024)
- Francisco Jiménez Tejada, ex calciatore spagnolo (Palma di Maiorca, n. 1986)

## L(13)
- Francisco Afonso, calciatore portoghese (Aveiro, n. 1997)
- Francisco La Mantía, calciatore venezuelano (Mérida, n. 1996)
- Francisco Las Heras Risso, ex calciatore cileno (Santiago del Cile, n. 1949)
- Borja Lasso, ex calciatore spagnolo (Siviglia, n. 1994)
- Francisco Lesmes, calciatore e allenatore di calcio spagnolo (Ceuta, n. 1924 - † 2005)
- Giovanni León, ex calciatore messicano (Ensenada, n. 1992)
- Francisco Liaño, ex calciatore spagnolo (Santander, n. 1964)
- Chiquinho, calciatore portoghese (Santo Tirso, n. 1995)
- Paco Llorente, ex calciatore spagnolo (Valladolid, n. 1965)
- Javi Luke, ex calciatore spagnolo (Barakaldo, n. 1968)
- Francisco Javier López García, ex calciatore spagnolo (Laredo, n. 1950)
- Fran Manzanara, calciatore spagnolo (La Solana, n. 1996)
- Francisco Nóbrega, calciatore portoghese (n. 1942 - † 2012)

## M(31)
- Francisco Madinga, calciatore malawiano (n. 2000)
- Francisco Majewski, calciatore uruguaiano (Montevideo, n. 1939 - Cuernavaca, † 2012)
- Francisco Maldonado, ex calciatore spagnolo (San Fernando, n. 1981)
- Francisco Manenti, calciatore argentino (Rosario, n. 1996)
- Francisco Marco, calciatore argentino (Santa Fe, n. 2003)
- Francisco Martinicorena, calciatore uruguaiano (Montevideo, n. 2004)
- Francisco Carlos Martins Vidal, ex calciatore brasiliano (Rio Brilhante, n. 1962)
- Javi Martos, ex calciatore spagnolo (Alamedilla, n. 1984)
- Francisco Martínez Díaz, ex calciatore spagnolo (Granada, n. 1954)
- Francisco Massinga, ex calciatore mozambicano (n. 1986)
- Francisco Melo, ex calciatore spagnolo (Plasencia, n. 1943)
- Francisco Mendoza, ex calciatore messicano (El Salto, n. 1985)
- Fran Mérida, ex calciatore spagnolo (Barcellona, n. 1990)
- Francisco Meza, calciatore colombiano (Barranquilla, n. 1991)
- Francisco Molina, calciatore spagnolo (Súria, n. 1930 - Antofagasta, † 2018)
- Francisco Molinero, ex calciatore spagnolo (Ontígola, n. 1985)
- Francisco Montañés, ex calciatore spagnolo (Castellón de la Plana, n. 1986)
- Kikas, ex calciatore angolano (n. 1981)
- Francisco Javier Montero Rubio, calciatore spagnolo (Siviglia, n. 1999)
- Francisco Montes, ex calciatore messicano (n. 1943)
- Francisco Edson Moreira da Silva, calciatore brasiliano (Baturité, n. 1994)
- Francisco Moreira, calciatore portoghese (n. 1915 - † 1991)
- Pirri Mori, ex calciatore spagnolo (Cangas de Onís, n. 1970)
- Francisco Mosquera, ex calciatore colombiano (n. 1973)
- Francisco Mosso, calciatore argentino (Mendoza, n. 1892 - † 1951)
- Francisco Moura, calciatore portoghese (Braga, n. 1999)
- Sebas Moyano, calciatore spagnolo (Villanueva del Duque, n. 1997)
- Francisco Medina Luna, ex calciatore spagnolo (Reus, n. 1981)
- Francisco Rebelo, ex calciatore portoghese (Setúbal, n. 1947)
- Xavi Sánchez, ex calciatore andorrano (n. 1982)
- Francisco Trincão, calciatore portoghese (Viana do Castelo, n. 1999)

## N(6)
- Xisco Nadal, ex calciatore spagnolo (Palma di Maiorca, n. 1986)
- Francisco Miguel Narváez, ex calciatore spagnolo (Jerez de la Frontera, n. 1972)
- Fran Navarro, calciatore spagnolo (Valencia, n. 1998)
- Francisco Ramos, calciatore portoghese (Póvoa de Varzim, n. 1995)
- Francisco Nevárez, calciatore messicano (Ciudad Juárez, n. 2000)
- Fran Núñez, calciatore spagnolo (San Bartolomé de Tirajana, n. 1995)

## O(5)
- Guillermo Ochoa, calciatore messicano (Guadalajara, n. 1985)
- Francisco José Olivas, calciatore spagnolo (Antequera, n. 1988)
- Francisco Geraldes, calciatore portoghese (Lisbona, n. 1995)
- Francisco Ortega, calciatore argentino (Santa Fe, n. 1999)
- Francisco Osorto, calciatore salvadoregno (La Unión, n. 1957 - San Salvador, † 2023)

## P(24)
- Francisco Palacios, calciatore panamense (Panama, n. 1990)
- Francisco Palmeiro, calciatore portoghese (Arronches, n. 1932 - † 2017)
- Francisco Pavón, ex calciatore spagnolo (Madrid, n. 1980)
- Francisco Antonio Pavón, ex calciatore honduregno (La Ceiba, n. 1977)
- Francisco Peña Romero, ex calciatore spagnolo (Jerez de los Caballeros, n. 1978)
- Francisco Javier Peral, ex calciatore spagnolo (Moraleja, n. 1983)
- Francisco Peralta, calciatore spagnolo (Barcellona, n. 1919 - El Prat de Llobregat, † 1991)
- Nili, calciatore spagnolo (Las Palmas de Gran Canaria, n. 1994)
- Fran Pérez, calciatore spagnolo (Valencia, n. 2002)
- Francisco Perruzzi, calciatore argentino (Mendoza, n. 2001)
- Francisco Petrasso, calciatore argentino (Beccar, n. 2002)
- Francisco Piña, calciatore cileno (San Fernando, n. 1988)
- Francisco Pineda, ex calciatore spagnolo (Malaga, n. 1959)
- Francisco Pinto Castro, calciatore portoghese (n. 1910)
- Francisco Pizarro, ex calciatore cileno (Osorno, n. 1989)
- Francisco Pizzini, calciatore argentino (Bahía Blanca, n. 1993)
- Kiko Pomares, calciatore spagnolo (Sant Joan d'Alacant, n. 1998)
- Enrique Porta, ex calciatore spagnolo (Villanueva de Gállego, n. 1944)
- Francisco Portillo, calciatore spagnolo (Malaga, n. 1990)
- Francisco Priano, calciatore argentino
- Francisco Prieto, calciatore cileno (Antofagasta, n. 1983)
- Francisco Providente, calciatore argentino (Buenos Aires, n. 1914)
- Patxi Puñal, ex calciatore spagnolo (Pamplona, n. 1975)
- Francisco Villarroya, ex calciatore spagnolo (Saragozza, n. 1966)

## R(17)
- Léo Bahia, calciatore brasiliano (Marcelino Vieira, n. 1991)
- Francisco Regalón, ex calciatore spagnolo (Algallarín, n. 1987)
- Francisco Reis Ferreira, calciatore portoghese (Oliveira de Azeméis, n. 1997)
- Francisco Javier Reyes, calciatore honduregno (La Ceiba, n. 1990)
- Francisco Marizán, calciatore dominicano (n. 2006)
- Kiko Bondoso, calciatore portoghese (Moimenta da Beira, n. 1995)
- Francisco Israel Rivera, calciatore messicano (San Luis Potosí, n. 1994)
- Francisco Rivera Miltos, ex calciatore paraguaiano (Asunción, n. 1952)
- Francisco Rizzi, ex calciatore venezuelano (Caracas, n. 1964)
- Francisco Rodrigues, calciatore brasiliano (San Paolo, n. 1925 - San Paolo, † 1988)
- Francisco Rodrigues, calciatore portoghese (n. 1914)
- Francisco Rodríguez, ex calciatore messicano (Mazatlán, n. 1981)
- Francisco Rodríguez, calciatore svizzero (Zurigo, n. 1995)
- Rodri, ex calciatore spagnolo (Alicante, n. 1934)
- Francisco Rojas, ex calciatore cileno (Santiago del Cile, n. 1974)
- Francisco Rotllán, ex calciatore messicano (Irapuato, n. 1970)
- Francisco Rúa, calciatore argentino (Buenos Aires, n. 1911 - Buenos Aires, † 1993)

## S(28)
- Chupe, ex calciatore equatoguineano (Mongomo, n. 1980)
- Francisco Júnior, calciatore guineense (Bissau, n. 1992)
- Francisco Pedro Manuel Sá, ex calciatore argentino (Las Lomitas, n. 1945)
- Francisco Sánchez Silva, calciatore cileno (Viña del Mar, n. 1985)
- Francisco Sandaza, ex calciatore spagnolo (Toledo, n. 1984)
- Francisco Sanjosé, ex calciatore spagnolo (Badajoz, n. 1952)
- Teodoro Fernández Pérez, ex calciatore argentino (Badajoz, n. 1952)
- Francisco Santamaría, ex calciatore spagnolo (Santander, n. 1936)
- Francisco Sendra, calciatore spagnolo (Sueca, n. 1931 - † 2016)
- Francisco Sierralta, calciatore cileno (Santiago, n. 1997)
- Vítor Jacaré, calciatore brasiliano (Caririaçu, n. 1999)
- Francisco Silva, ex calciatore cileno (Quillota, n. 1986)
- Doka Madureira, ex calciatore brasiliano (Sena Madureira, n. 1984)
- Francisco Silva, calciatore portoghese
- Francisco Ronaldo Silva, ex calciatore uruguaiano (Montevideo, n. 1983)
- Francisco Simbine, calciatore mozambicano (Maputo, n. 1997)
- Francisco Simón Calvet, calciatore spagnolo (Barcellona, n. 1917 - † 1978)
- Francisco Daniel Simões Rodrigues, calciatore portoghese (Aveiro, n. 1997)
- Paco Soares, ex calciatore brasiliano (São Luís, n. 1979)
- Fran Sol, calciatore spagnolo (Madrid, n. 1992)
- Francisco Sosa, calciatore paraguaiano (n. 1918)
- Francisco Sousa, ex calciatore spagnolo (Malaga, n. 1980)
- Francisco Souza dos Santos, calciatore brasiliano (Caxias, n. 1989)
- Francis Suárez, ex calciatore spagnolo (Las Palmas de Gran Canaria, n. 1987)
- Paco Sutil, ex calciatore spagnolo (Jaén, n. 1984)
- Francisco Javier Sánchez González, ex calciatore messicano (Città del Messico, n. 1973)
- Fran, calciatore spagnolo (Alcalá de Henares, n. 1990)
- Curro Sánchez, calciatore spagnolo (La Palma del Condado, n. 1996)

## T(5)
- Francisco Pires, ex calciatore portoghese (n. 1931)
- Francisco Tarantino, ex calciatore spagnolo (Bermeo, n. 1984)
- Chiquinho, calciatore portoghese (Cascais, n. 2000)
- Francisco Javier Toledo, calciatore honduregno (n. 1959 - San Pedro Sula, † 2006)
- Francisco Javier Torres, ex calciatore messicano (León, n. 1983)

## U(4)
- Francisco Ulibarri, ex calciatore messicano (n. 1944)
- Francisco Urroz, calciatore cileno (Higuerote, n. 1920 - Concón, † 1992)
- Javier Urruticoechea, calciatore spagnolo (San Sebastián, n. 1952 - Barcellona, † 2001)
- Francisco Usúcar, ex calciatore uruguaiano (Montevideo, n. 1986)

## V(16)
- Francisco Matias, ex calciatore portoghese (Fuzeta, n. 1941)
- Javi Navarro, ex calciatore spagnolo (Valencia, n. 1974)
- Francisco Veza Fragoso, ex calciatore spagnolo (Alicante, n. 1970)
- Francisco Neri, ex calciatore brasiliano (Rio de Janeiro, n. 1976)
- Francisco Varallo, calciatore e allenatore di calcio argentino (La Plata, n. 1910 - La Plata, † 2010)
- Francisco Varela Martín, calciatore spagnolo (Atarfe, n. 1994)
- Marcelo Vega, ex calciatore cileno (n. 1971)
- Fran Vélez, calciatore spagnolo (Tarragona, n. 1991)
- Francisco Eduardo Venegas, calciatore messicano (Acámbaro, n. 1998)
- Francisco Vera, ex calciatore paraguaiano (Minga Guazú, n. 1994)
- Javier Vicuña, ex calciatore spagnolo (Añorbe, n. 1955)
- Francisco Vidagany, ex calciatore spagnolo (Valencia, n. 1940)
- Francisco Vieira, calciatore portoghese (n. 1899)
- Kiko Vilas Boas, calciatore portoghese (Barcelos, n. 1999)
- Fran Villalba, calciatore spagnolo (Valencia, n. 1998)
- Francisco Virgos Baello, calciatore spagnolo (Barcellona, n. 1920 - † 2000)

## Y(1)
- Francisco Yeste, ex calciatore spagnolo (Bilbao, n. 1979)

## Á(4)
- Francisco Fabián Álvarez, calciatore argentino (Rawson, n. 2000)
- Francisco Javier Álvarez Uría, ex calciatore spagnolo (Gijón, n. 1950)
- Francisco Jovel Álvarez, calciatore salvadoregno (Santa Rosa de Lima, n. 1982)
- Fran Álvarez, calciatore spagnolo (Benidorm, n. 1998)